# Sydney de Coulon
 (janvier 2023).
Si vous disposez d'ouvrages ou d'articles de référence ou si vous connaissez des sites web de qualité traitant du thème abordé ici, merci de compléter l'article en donnant les références utiles à sa vérifiabilité et en les liant à la section « Notes et références ».
Sydney de Coulon, né le 24 mars 1889 à Bevaix et mort le 17 août 1976 à Fontainemelon (originaire de Neuchâtel), est un homme politique suisse, membre du Parti libéral suisse (PLS).

## Biographie
Sydney de Coulon est né le 24 mars 1889 à Bevaix, fils du banquier Léopold-Alfred-Auguste de Coulon et de Léonie de Pierre. Après avoir effectué un apprentissage bancaire en Angleterre, puis avoir occupé un emploi dans une banque lausannoise, Sydney de Coulon est passé à la manufacture horlogère Fontainemelon SA, dont il était membre du conseil d'administration.
Par la suite, Sydney de Coulon se voit confier la gestion de l'ASUAG de 1931 à 1933. Enfin, de 1932 à 1964, il est nommé délégué du conseil d' administration et directeur général d'Ébauche SA. Avec Gérard Bauer, il fonde le Centre Électronique Horloger SA pour les montres électroniques et crée une filiale de la manufacture horlogère Fontainemelon SA à Isérables.
Sydney de Coulon était marié à Antoinette, la fille de Paul Robert-Tissot, fabricant de mouvements horlogers à Fontainemelon. Il est décédé le 17 août 1976 à Fontainemelon, quelques mois après avoir célébré son 87e anniversaire.
En tant que membre du Parti libéral, il a siégé au niveau cantonal entre 1941 et 1954 au Grand Conseil de Neuchâtel. Au niveau fédéral, il a représenté le canton au Conseil national de 1947 à 1949, puis au Conseil des États jusqu'en 1963. En outre, il a été responsable de la Caisse fédérale des assurances et de la Banque nationale.

## Hommages
- Sydney de Coulon a reçu la citoyenneté d'honneur de la commune d'Isérables.
- En 1959, l'Université de Neuchâtel lui a décerné un doctorat honoris causa.